# Orlando Flórez Cuervo
Orlando Flórez Cuervo (Ráquira, 1961) es un arquitecto colombiano. Graduado de la Universidad de los Andes en 1989, se especializó en Estructuras de Concreto en el Instituto Pratt de Nueva York. 
Trabajó en conjunto y fue alumno de los arquitectos Rogelio Salmona y Konrad Brunner. Junto con Salmona construyó la Casa de Huéspedes Ilustres en Cartagena de Indias. Sus estructuras se han levantado en Bogotá, Chiquinquirá, Ráquira, Cartagena, Tunja, Chía, Cota, La Calera y Villa de Leyva, donde se encuentra la mayor parte de su obra. El área de diseño la ha desarrollado conjuntamente con la de la construcción en más de 200 proyectos, tanto de obra nueva como de remodelaciones y restauraciones.

## Perfil
Su obra se caracteriza por integrar la arquitectura tradicional en mansiones que se integran en forma armónica con el paisaje, la creación de una técnica propia para la construcción, con la recuperación del uso de materiales como el adobe, la piedra, la tableta de barro, la madera y la caña brava donde se mezclan los materiales naturales con los elementos del feng shui, teniendo en cuenta la orientación de los elementos, la entrada de la luz, el diseño de interiores, las grandes alturas y el paisajismo.

## Obra
- Rescate de los baluartes y de las murallas en la isla de Tierra Bomba (Banco de la República)[9]
- Diseño del interior de viviendas (escenografía de televisión y cine para La Estrategia del Caracol)
- Auxiliar de residente (Edificio Belmonte II, Los Rosales, Bogotá)
- Departamento de diseño (firma Rogelio Salmona, Bogotá)
- Diseño y construcción del ancianato de Chinavita (Boyacá)
- Restauración, remodelación y ampliación del Hotel Posada San Antonio, Villa de Leyva (Boyacá)
- Diseño y construcción del capilla del ancianato de Villa de Leyva (Boyacá)
- Diseño urbanístico y paisajístico del Conjunto Campestre El Refugio de Combita (Boyacá)
- Diseño arquitectónico del Conjunto Agua Viva de Villa de Leyva (Boyacá)
- Construcción del Maria Bonita Hotel en Villa de Leyva (Boyacá)[10]
- Diseño, dirección y construcción de la Fundación Santa Teresa de Ávila:[11] Proyecto Ciudad de Dios y Capilla, 1.500 m² de construcción
- Diseño hotel, centro de convenciones, spa y condominio Pietra Santa de Villa de Leyva (Boyacá)
- Intervención y remodelación del Convento el Carmen, Monumento Nacional, Villa de Leyva (Boyacá)
- Diseño y construcción de 150 mansiones campestres en Villa de Leyva (Boyacá)

## Obra social
Estuvo a cargo de diseñar gratuitamente la Ciudad de Dios en Villa de Leyva, obra de carácter social del fray José Arcesio Escobar de la Orden de los Carmelitas Descalzos, una construcción de 8.000 pies cuadrados creada para dar refugio, educación, protección a la vejez y la niñez más vulnerable. El diseño permite que niños y ancianos convivan en el mismo lugar, con el fin de que los niños aprendan de los ancianos y los ancianos estimulen su mente con los niños. Actualmente, Ciudad de Dios es uno de los albergues más completos de Colombia.